# 和知野川
和知野川（わちのがわ）は、長野県南信州地域を流れる天竜川水系の一級河川。

## 地理
木曽山脈の最南端にある大川入山を水源とし、阿智村を南東流し、阿南町で茶臼山に端を発する売木川を合流し、天龍村との境で天竜川に合流する。上流は「浪合川」、中流では「和合川」、下流では「和知野川」と、流域の地籍に応じて名称が変化する。
源流付近は標高約1200メートル、天竜川との合流点付近は標高約400メートルで、この勾配を利用して和合発電所、豊発電所、和知野発電所が設置されている。上流は浸食の浅い高原、下流は浸食の深い谷を形成している。